# Vladislav Ignatiev
Vladislav Vyacheslavovich Ignatyev (Brezhnev, 29 de janeiro de 1987) é um futebolista profissional russo que atua como defensor.

## Carreira

### Neftekhimik
Vladislav Ignatiev se profissionalizou no Neftekhimik, em 2004.

### Lokomotiv Moskva
Vladislav Ignatiev se transferiu para o Lokomotiv Moskva, em 2016.

## Títulos
Lokomotiv Moskva
- Campeonato Russo: 2017–18